# Hrabstwo Hamilton (Floryda)

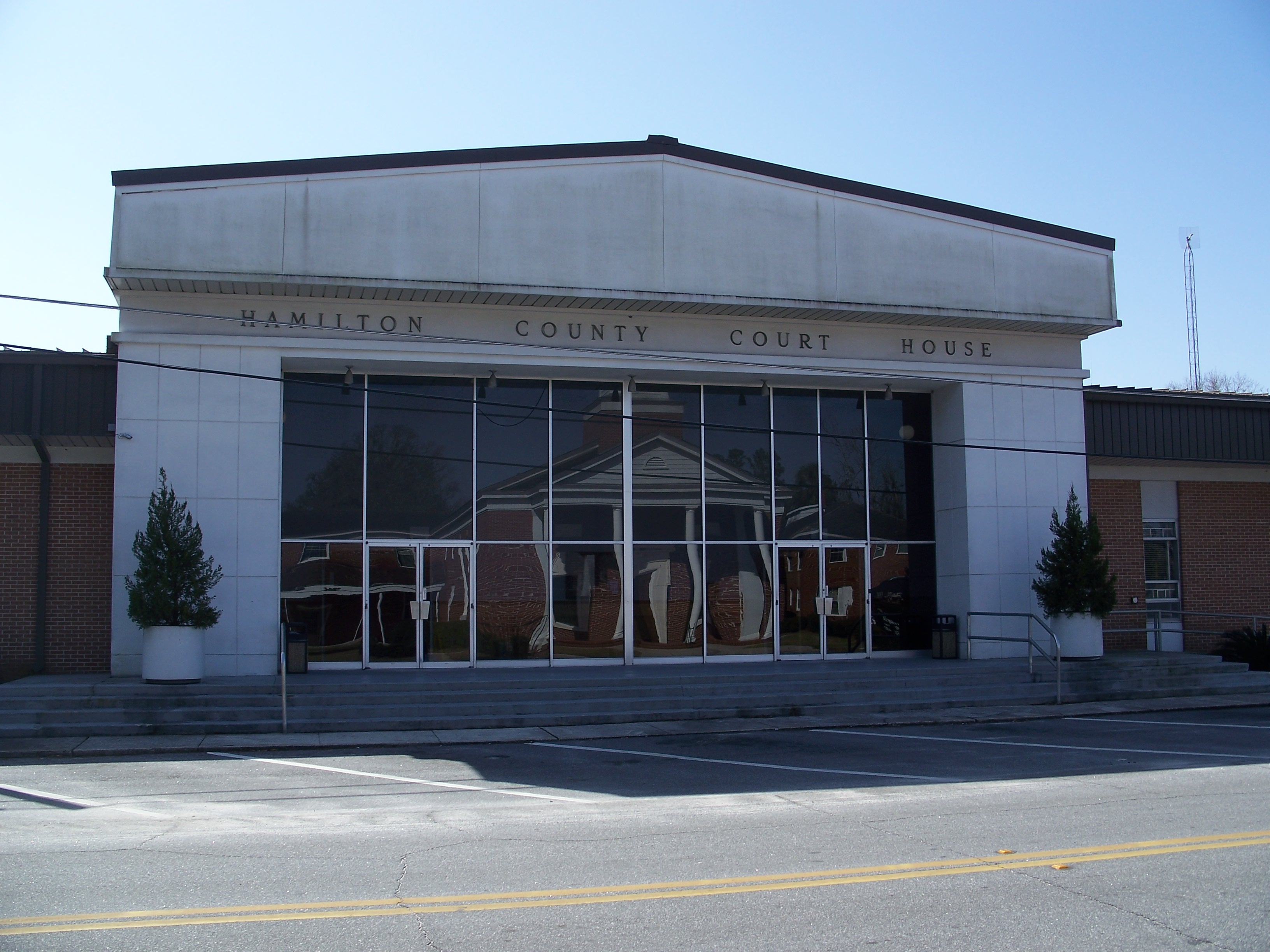
Budynek sądu w Jasper

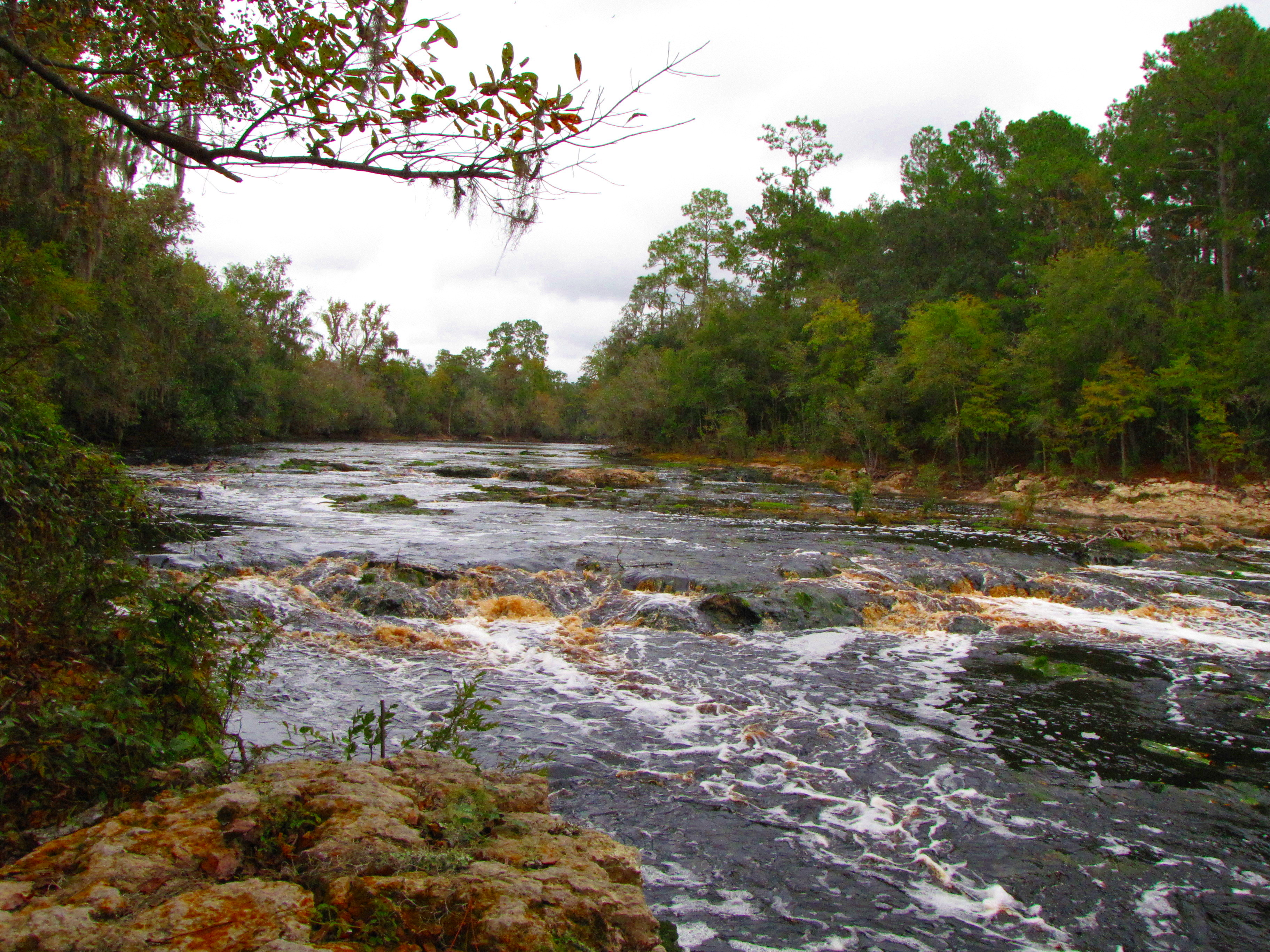
Rzeka Suwannee

Hamilton – hrabstwo w stanie Floryda, w USA. Z gęstością 9,9 os./km² należy do najsłabiej zaludnionych hrabstw Florydy. Jego siedzibą administracyjną jest Jasper.

## Miejscowości
- Jennings
- Jasper
- White Springs

## Sąsiednie hrabstwa
- Hrabstwo Echols – północ
- Hrabstwo Columbia – wschód
- Hrabstwo Suwannee – południe
- Hrabstwo Madison – zachód
- Hrabstwo Lowndes – północny zachód

## Demografia
Według spisu z 2020 roku liczy 14 004 mieszkańców, co oznacza spadek o 5,4% w porównaniu z poprzednim spisem z roku 2010. Według danych pięcioletnich z 2022 roku 64,7% to biali (55,4% nie licząc Latynosów), 30,3% czarnoskórzy lub Afroamerykanie, 2,8% miało rasę mieszaną, 1,3% to rdzenna ludność Ameryki i 0,9% Azjaci. Latynosi stanowili 11,7% populacji hrabstwa.

## Polityka
Hrabstwo jest przeważająco republikańskie, gdzie w wyborach prezydenckich w 2020 roku, 65,4% głosów otrzymał Donald Trump i 33,7% przypadło dla Joe Bidena. 